# キネティック・アート
キネティック・アート（kinetic art）とは、動く美術作品または動くように見える美術作品のこと。
ただし、映画やアニメーションなどは、通常はキネティック・アートとはされない。カイネティック・アートと呼ばれることもある。
このアートは風などの自然やモーターなどの機械によって動き、表現者としてはジョージ・リッキーらがいた。物理的な意味で実際に「動く作品」の場合、その動力限としては自然の力（風や水流など）によるもの、電力や磁力によるもの、人力によるものなどさまざまである。ときには鑑賞者が動かすことを求められる作品もある。作家によって計算された動きが再現される作品もあれば、自然の風力を応用したアレクサンダー・カルダーのモビール作品に顕著なように、計算不能な偶発的な動きを採りこんだものもある。
動く作品の場合は立体作品（彫刻）となるが、「動くように見える作品」の場合は、平面作品でもありうる。それらの多くは人間の錯視作用が綿密に計算された作品であり、本来は静止画であるはずのものが動いて見えたり、律動を感じたり、点滅が見えたりする。こうした錯視を応用した作品はオプ・アートとも呼ばれるが、キネティック・アートとオプ・アートは重なりあう。
また、アニッシュ・カプーアや井上武吉の一部の作品のように、鏡や鏡面処理された素材を用いたもので、鑑賞者の動きに応じて光学的な意味でイメージが変化する作品や、さまざまな光源を組みこんだ作品（ライト・アート）もときにキネティック・アートと呼ばれることがある。

ジョージ・リッキー『Vier Vierecke im Geviert』（1969年）

キネティック・アートは、カルダーをはじめ、ニキ・ド・サンファルの二度目の夫ジャン・ティンゲリー、ジョージ・リッキー（en:George Rickey）、新宮晋、飯田善国らの作品がパブリック・アートとして日本でも各地に設置されており、すでに一定の認知を獲得している。このキネティック・アートという用語が定着したのは1950年代のことである。その確立においてカルダーの作品が決定的な意味をもったため、しばしばカルダーをもってキネティック・アートが創始されたと記述されることがある。これを必ずしも誤りとはいえないが、立体作品に動きを採りこむ試みそのものは、当然のことながらカルダー以前からある。
ナウム・ガボ（en:Naum Gabo）が1920年に公表した「リアリスト宣言」は、美術の領域で構成主義の語を肯定的に用いた最初の例とされるが、「キネティック」の初出もまたこの宣言である。その大部分は現存しないが、ガボみずから実験的な作品を制作している。デュシャンも1920年代以降に一連の「回転する作品」を発表している（デュシャンは「モビール」の命名者でもある）。そこには錯視作用（残像効果）と動きとが同時に採りこまれたものもある。またこれら以前にも、すでに20世紀初頭において、機械文明に新たな美の可能性を見た未来派たちは「動く彫刻」を志向していたし、デュシャンのレディメイド「自転車の車輪」（1913年）も、素朴ではあっても「動き」を採りいれた作品に違いはない。さらにいうなら、花火や噴水も古典的な「キネティック・アート」であり、要は何をもって美術とするかの定義次第である。
同様に未来においても「キネティック・アート」は、美術の境界が曖昧化するとともに、絶えざる拡張が予想されるジャンルである。特にインスタレーションの分野では、点灯したロウソクをそのまま使ったナムジュン・パイクの作品、生きた蟻が巣穴を掘る「造形」を鑑賞させる柳幸典の作品、腐っていく魚を作品にして物議をかもしたイ・ブルなど、一回性の「動き」を作品化することが珍しくなくなっており、美術作品における「動き」の観念が今後どう拡張していくかは、もはや予測がつかない。